# Rinaldo Nazzaro
 (mars 2025).
Rinaldo Nazzaro (en russe : Риналдо Наззаро), né en 1973, est un suprémaciste blanc et accélérationniste néonazi américain naturalisé russe, fondateur et dirigeant de l'organisation terroriste La Base depuis 2018. Il est également connu sous les pseudonymes Norman Spear et Roman Wolf.
Installé en Russie depuis 2017, il est soupçonné par plusieurs agences de renseignement d'avoir des liens avec le gouvernement russe.

## Biographie

### Jeunesse et formation
Rinaldo Nazzaro naît en 1973 et est originaire du New Jersey. Sa mère est agent de billetterie pour Alitalia. Il étudie la philosophie à l'université Villanova et est alors membre des Socialistes démocrates d'Amérique. En 1991, il est diplômé de l'école préparatoire catholique Delbarton School.

### Carrière professionnelle
Il a travaillé comme contractuel pour le Département de la Sécurité intérieure, le Département de la Défense et les Forces spéciales américaines. Entre 2009 et 2019, il dirige Omega Solutions International, une société de conseil en renseignement et sécurité qui a travaillé pour la CIA.
En raison de sa carrière professionnelle, certains membres de La Base craignent que Nazzaro soit un agent fédéral et que l'organisation soit un piège mis en place par les autorités américaines pour identifier des néonazis, ce qui pousse plusieurs personnes à quitter le groupe.

### Activisme d'extrême droite

#### Débuts
Il se radicalise sur Twitter, où il partage des contenus antisémites et prône la violence comme solution face à ce qu'il perçoit comme une menace contre les Blancs. En octobre 2017, il affirme que « la seule réponse au terrorisme est un terrorisme plus fort » et que l'action directe contre « les auteurs d'actes anti-blancs » deviendrait nécessaire.

Drapeau du Northwest Territorial Imperative.

Nazzaro a été actif au sein du Northwest Front, un mouvement politique suprémaciste blanc dirigé par Harold Covington qui œuvrait pour le Northwest Territorial Imperative, une stratégie visant à établir un ethno-État blanc dans le Nord-Ouest Pacifique,.

#### Direction de La Base

Drapeau de La Base.

Sous les pseudonymes Norman Spear et Roman Wolf, il fonde l'organisation terroriste suprémaciste blanche et accélérationniste néonazie La Base en 2018,,, peu après la mort de Covington. Sous sa direction, l'organisation fonctionne comme un réseau décentralisé de camps d'entraînement au « survivalisme et à l'autodéfense » et maintient des communications avec la Division Atomwaffen. Nazzaro cherche à recruter des membres de différents pays pour établir des cellules de La Base partout dans le monde.
En décembre 2018, Nazzaro achète trois parcelles de terrain non aménagé de quatre hectares chacune dans le comté de Ferry (État de Washington) pour 33 000 dollars via une société enregistrée dans le Delaware, Base Global LLC. Ces terrains sont destinés à l'entraînement paramilitaire des membres de La Base, qui doivent financer eux-mêmes leurs déplacements vers ces camps d'entraînement.
En janvier 2020, son identité est révélée publiquement par des journalistes, ce qui entache sa crédibilité au sein de l'extrême droite. Il continue malgré tout de diffuser des vidéos accélérationnistes sur BitChute. En 2022, le FBI confirme enquêter sur lui.
En 2024, il cherche à recruter un chef pour diriger la cellule américaine de son organisation.

### Vie privée
Il se marie en 2012 avec une citoyenne russe, avec qui il a deux enfants.

## Liens avec la Russie
Il déménage en Russie depuis New York en 2017, et réside à Saint-Pétersbourg. Il obtient la nationalité russe. Il y travaille momentanément comme professeur particulier d'anglais. Il est soupçonné par plusieurs agences de renseignement de travailler pour le gouvernement russe.
En 2019, il est vu portant un t-shirt à l'effigie de Vladimir Poutine avec l'inscription « La Russie, un pouvoir absolu » et assiste à un forum gouvernemental russe consacré aux politiques et réalisations de l'État.
En novembre 2020, il apparaît sur la chaîne d'État russe Rossiya 24 où il nie tout lien avec les services de renseignement russes et défend son organisation.
Lors d'une audience judiciaire en décembre 2019, un procureur américain révèle qu'un membre de La Base, Richard Tobin (en), est convaincu que Nazzaro est un espion russe. En avril 2025, d'anciens membres de La Base accusent Nazzaro d'être un agent des services de renseignement russes. Selon ces allégations, Nazzaro aurait été observé communiquant couramment en russe et effectuant des voyages en Russie de manière fréquente.
Nazzaro utilise principalement des infrastructures numériques russes pour gérer son organisation.